# Agostino Todaro

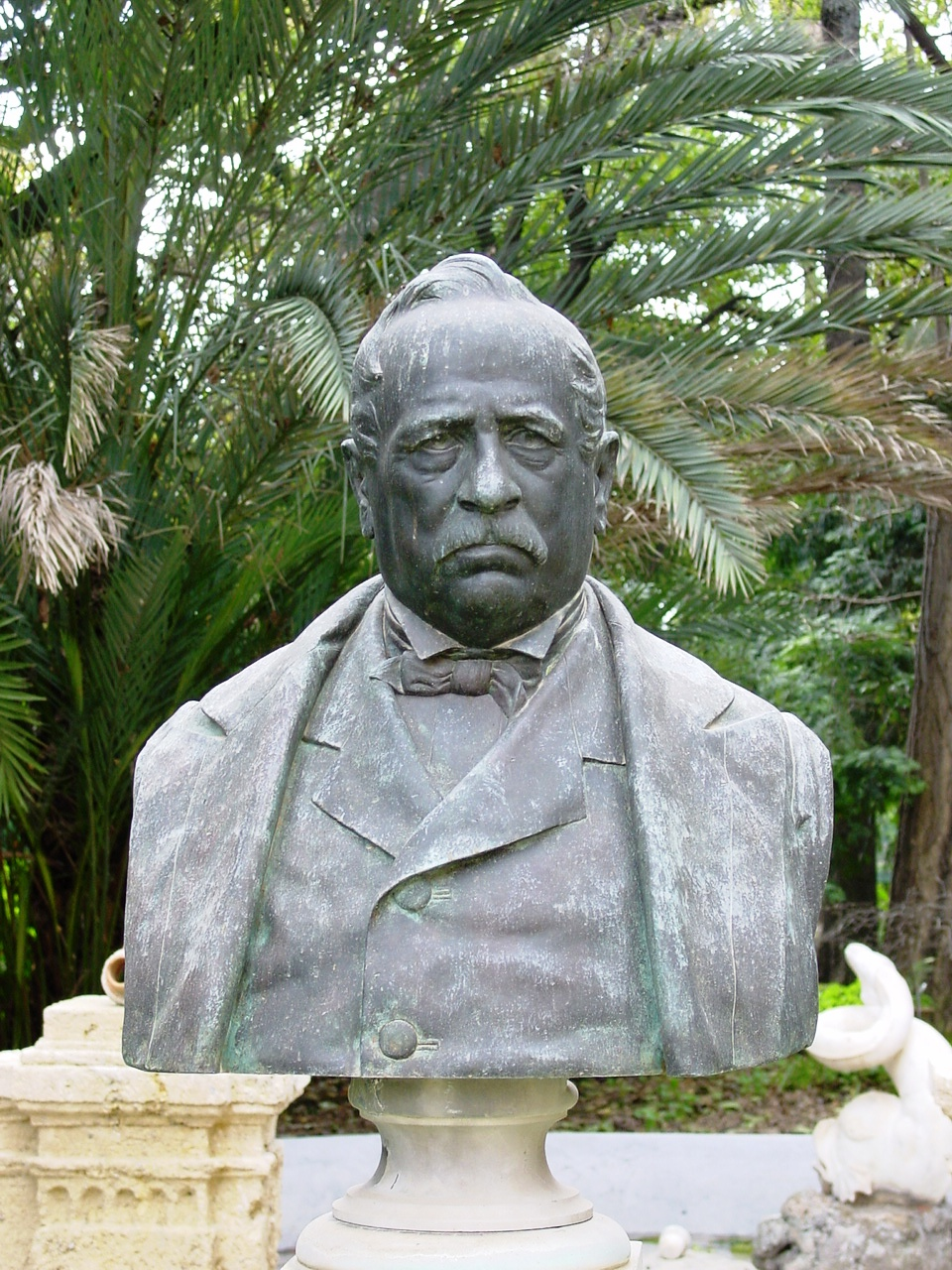
Agostino Todaro
Orto botanico, Palermo

Agostino Todaro (Palermo, 14 de Janeiro de 1818 — Palermo, 18 de Abril de 1892) foi um eminente botânico italiano.
Foi jurista e político, senador do Reino de Itália na XIII legislatura, em 1879. Foi professor de botânica e director do Jardim Botânico de Palermo de 1856 a 1892. Entre outras obras publica o Hortus Botanicus Panormitanus em 1876-1878.
Emprega-se a abreviatura padrão Tod. para indicar a espécies descritas por Agostino Todaro.
É dedicado à sua memória o Limonium todaroanum, um raro endemismo botânico siciliano.

## Obras principais
- Orchideae siculae sive enumeratio orchidearum in Sicilia hucusque detectarum, Ex Empedoclea Officina, Panormi 1842
- Rapporto della Commissione per l'imboschimento e censuazione di Monte Pellegrino, com G. Schiro, Lima, Palermo 1851.
- Nuovi generi e nuove specie di piante coltivate nel Real Orto Botanico di Palermo, Pagando e Piola, Palermo 1858
- Relazione sui cotoni coltivati al r. Orto botanico nell'anno 1864, Lorsnaider, Palermo 1864.
- Synopsis plantarum acotyledonearum vascularium sponte provenientium in Sicilia insulisque adjacentibus, Lao, Palermo 1866.
- Relazione sui cotoni coltivati nel r. Orto botanico di Palermo nell'anno 1876, Lao, Palermo 1877.
- Relazione sulla cultura dei cotoni in Italia, seguita da una monografia del genere Gossypium, Stamp. Reale, Palermo 1878.
- Sopra una nuova specie di Fourcroya, Lao, Palermo 1879.